# Карригахольт
Карригахольт (англ. Carrigaholt; ирл. Carraig an Chabhaltaigh) — деревня в Ирландии, находится в графстве Клэр (провинция Манстер).
Население — 2768 человек (по переписи 2006 года). При этом, население пригородов (environs) — 8347 человек.

## Достопримечательности
- Замок Карригахольт